# Cremastopus rostratus
Cremastopus rostratus là một loài thực vật có hoa trong họ Cucurbitaceae. Loài này được Paul G.Wilson mô tả khoa học đầu tiên năm 1962.